# Si j'étais un homme (film)
Ne doit pas être confondu avec Si j'étais un homme.
Pour plus de détails, voir Fiche technique et Distribution.
Si j'étais un homme est un film de comédie française, réalisé par Audrey Dana, sorti en 2017. Le film est éreinté par la critique et connaît un échec cinglant au box-office.

## Synopsis
Plaquée par son mari qui veut refaire sa vie avec une autre femme, Jeanne, 38 ans et mère de deux enfants, décide de ne plus vivre avec un homme. Alors qu'elle se réveille à l'aube pour aller aux toilettes, elle effectue son besoin debout sans s'en rendre compte jusqu'à ce qu'elle se recouche et découvre qu'elle a un pénis. Entre les fous-rires avec son amie Marcelle et les crises de panique chez son gynécologue, Jeanne tente tant bien que mal de vivre cette nouvelle situation. Les choses se compliquent encore lorsque son collègue Merlin tombe amoureux d'elle.

## Fiche technique
Sauf indication contraire, les informations mentionnées dans cette section peuvent être confirmées par la base de données cinématographiques IMDb,  présente dans la section « Liens externes ».
- Titre original : Si j'étais un homme
- Réalisation : Audrey Dana
- Scénario : Audrey Dana, Maud Ameline
- Dialogues : Audrey Dana, Maud Ameline, Murielle Magellan
- Musique : Emmanuel d'Orlando
- Producteur : Olivier Delbosc, Marc Missonnier
- Sociétés de production : Fidélité Films, Curiosa Films, Moana Films, en association avec les SOFICA Cinémage 11, Indéfilms 5, Palatine Etoile 14
- Budget : 6.9M€[3]
- Société de distribution : Wild Bunch Distribution
- Pays d'origine :  France /  Belgique
- Langues originales : français
- Format : couleur
- Genre : comédie
- Dates de sorties en salles :
  -  France : 20 janvier 2017 (Festival de l'Alpe d'Huez), 22 février 2017 (sortie nationale)
  -  Belgique : 22 février 2017
- Box-office France : 157 315 entrées[3]

## Distribution
- Audrey Dana : Jeanne
- Christian Clavier : Dr Pace
- Éric Elmosnino : Merlin
- Alice Belaïdi : Marcelle
- Joséphine Draï : Joe
- Victoire Brunelle-Remy : Lou
- Antoine Gouy : Anton
- Lee El Mechri : Paul
- Jézabel Marques : Cécile
- Johanne Toledano : la secrétaire du docteur
- Guillaume Delaunay : Monsieur Kracovik
- Jérôme Paquatte : le chef des ouvriers
- Jérôme Pouly : le patron
- Bertrand Usclat : un collègue
- Johann Cuny : un collègue
- Moustafa Benaibout : un collègue
- Gilles Lemaire : Adam
- Katia Hunsinger : Sidonie
- Duff : un ouvrier
- Jacek Gulczynski : un ouvrier
- Erik Chantry : un ouvrier
- Eric da Costa : un ouvrier
- Guerassim Dichliev : un ouvrier
- Maya Racha : la mère de Marcelle (comme Racha Maya)
- Charlotte Marquardt : la fille au téléphone
- Lilou Delbosc Broué : un enfant de Merlin
- Joséphine Père : un enfant de Merlin
- Quentin Delbosc : un enfant de Merlin
- Clarisse Dardenay : un enfant de Merlin
- Simon Aouizerate : Tom
- Idit Cebula :
- Jonathan Louis : un passant dans la rue (non crédité)

## Production
Il s'agit du deuxième long métrage d'Audrey Dana après Sous les jupes des filles. Contrairement à son premier film, la réalisatrice revendique ouvertement une démarche féministe.

## Distinctions

### Récompense
- Festival international du film de comédie de l'Alpe d'Huez 2017 : prix d'interprétation féminine dans un second rôle pour Alice Belaïdi[5]

### Sélection
- Festival international du film de comédie de l'Alpe d'Huez 2017 : sélection officielle en compétition